# Weiherlandschaft bei Wiesenfelden
Das Naturschutzgebiet Weiherlandschaft bei Wiesenfelden liegt im Landkreis Straubing-Bogen in Niederbayern.
Das aus vier Teilflächen bestehende Gebiet erstreckt sich westlich, nördlich und südlich von Wiesenfelden zu beiden Seiten der St 2148 und der SR 46. Der Große Hammerweiher liegt in der nordwestlichen und der Beckenweiher in der westlichen Teilfläche.

## Bedeutung
Das rund 77 ha große Gebiet mit der Nr. NSG-00622.01 wurde im Jahr 2003 unter Naturschutz gestellt.